# Acton (Londyn)
Acton – dzielnica w Londynie, wchodząca w skład gminy London Borough of Ealing, a także częściowo London Borough of Hammersmith and Fulham oraz London Borough of Hounslow. Nazwa pochodzi od staroangielskich słów ac (dąb) oraz tun (farma).

## Kościoły
- Acton Hill Church